# Лотка, Альфред Джеймс
Альфред Джеймс Лотка (англ. Alfred James Lotka; 2 марта 1880 года — 5 декабря 1949 года) — американский математик, физикохимик, статистик, демограф.
Получил известность за свою работу в области динамики популяций.

## Образование и должности
Поляк по происхождению. Окончил Бирмингемский университет в Великобритании (1901), доктор наук (1912). Руководил математическими исследованиями в крупнейшей американской страховой компании Metropolitan Life Insurance (1924—1947), президент Американской ассоциации населения (1938—1939), Американской статистической ассоциации (1942), член Международного союза по научному изучению населения и ряда других научных обществ.

## Научные достижения
В 1907 году показал, что население, растущее неизменным темпом и сохраняющее неизменный порядок вымирания, стремится к определенному возрастному составу и постоянным коэффициентам рождаемости и смертности. В работе «Задача о возрастном распределении» (1911, совм. с Ф. Р. Шарпом) впервые предложил математическое выражение собственного коэффициента естественного прироста замкнутого населения с постоянным порядком вымирания и деторождения, алгебраическое решение котоpoгo дал совместно с Л. Дублином в работе «Об истинном коэффициенте естественного прироста населения» (1925), показав связь этого коэффициента с нетто-коэффициентом воспроизводства населения как характеристиками стабильного населения.
Лотка изучал процесс смены поколений, дал современное аналитическое выражение длины поколения, анализировал процесс демографического развития семьи. Ввёл интегральное уравнение воспроизводства населения. Цикл этих работ принёс Лотке известность как основателю современного демографического анализа и автору теории стабильного населения, которую он впоследствии распространил на процессы развития самообновляющихся совокупностей. Исследовал экономические и демографические аспекты здравоохранения и эволюции продолжительности жизни, заложив основы экономической демографии и инфометрии.

## Публикации
- Relation between birth rate and death rates, 'Science', 1907, v. 26;
- A problem in age-distribution (совм. с F. R. Sharpe), 'Philosophical Magazine', 1911, v. 21;
- On the true rate of natural increase as exemplified by the population of the United States, 1920 (совм. с L. I. Dublin), Journal of the American Statistical Association, 1925, v. 20, № 150;
- Money value of a man, N. Y,, 1930 (совм. с L. I. Dublin);
- Length of life, N. Y., 1936 (совм. с L. I. Dublin); то же, 2 ed., N. Y., 1949 (совм. с L. I. Dublin, M. Spiegelman);
- Twenty-five years of health progress, N. Y., 1937 (совм. с L. I. Dublin);
- Theorie analytique des associations biologiques, pt. 1 — 2, P., 1934-39.
- Dublin L. I., Alfred James Lotka, 'Journal of the American Statistical Association', 1950, v. 45, № 249.